# Zoltán Böszörményi
Zoltán Böszörményi (* 18. Dezember 1951 in Arad, Rumänien) ist ein rumänisch-ungarischer Dichter, Schriftsteller und Redakteur.

## Leben
Böszörményi besuchte die Grundschule und das Gymnasium in Arad, dann einige Jahre das Klausenburger Lyzeum und legte sein Abitur am Arader Lyzeum Nummer 3 (heute Csiki Gergely Obergymnasium) ab. Er arbeitete als Bauarbeiter, dann für eine kurze Zeit auch als Pädagoge in Klausenburg und war zwischen 1975 und 1983 Korrektor bei der Tageszeitung Rotes Banner in Arad.
Nach dem Erscheinen seiner ersten zwei Gedichtbände geriet er in den Fokus der rumänischen Staatssicherheit (Securitate). Er floh vor den Bedrohungen und Schikanen nach Österreich und emigrierte nach Kanada.
An der York-Universität in Toronto studierte er Philosophie, danach bereiste er jahrelang die Welt als Geschäftsmann.

## Literarisches Wirken
Seine ersten literarischen Versuche startete er bereits als Schüler. Sie erschienen in der Kinderzeitschrift Napsugár (Sonnenstrahl). Mentoren seiner ersten Schritte als Dichter während seiner Schulzeit in Klausenburg waren Aladár Lászlóffy, Sándor Kányádi, Tibor Bálint und Sándor Fodor. Seine Gedichte, Reportagen und Artikel erschienen in verschiedenen ungarischsprachigen Publikationsorganen: Ifjúmunkás, Előre, Korunk, Utunk, Művelődés.
In Toronto war er als Redakteur einer lokalen ungarischsprachigen Rundfunksendung tätig. Zwei Jahre lang war er Torontoer Korrespondent der CBC (Canadian Broadcasting Corporation).
Sein erster Gedichtband, Örvényszárnyon (Auf Strudels Flügeln), erschien 1979, der zweite, Címjavaslatok (Titelvorschläge), 1981, gleichfalls in Bukarest.
Er ist Eigentümer der rumänischen Tageszeitung Nyugati Jelen (Westliche Gegenwart), die sich an die ungarische Bevölkerung von fünf rumänischen Komitaten wendet. Für mehrere Jahre war er deren Chefredakteur. 2001 war er Gründer und Chefredakteur der Print- und elektronischen Zeitschrift Irodalmi Jelen (Literarische Gegenwart) und des gleichnamigen Verlags, die die Mutterland-, Minderheiten- und Auslandsungarn  literarisch verbinden soll.
Seit der Jahrtausendwende sind von ihm in ungarischer Sprache neun Gedichtbände, vier Romane und zwei Erzählbände erschienen. Die Werke wurden in zahlreiche Sprachen (unter anderem ins Englische, Französische, Deutsche, Russische, Polnische und Rumänische) übersetzt.
2012 erhielt er in Ungarn den nach dem Dichter Attila József benannten Literaturpreis.

## Werke (Auswahl)
- Örvényszárnyon (Auf Strudels Flügeln), Gedichte. Litera Könyvkiadó, Bukarest 1979
- Címjavaslatok (Titelvorschläge), Gedichte. Litera Könyvkiadó, Bukarest 1981
- Aranyvillamos (Goldbahn), Gedichte. Jelenkor, Pécs 1999
- Aranyvillamos (Goldbahn), Gedichte zweiter Abschnitt. Jelenkor, Pécs 2001
- Aranyvillamos (Goldbahn), Gedichte, dritter Abschnitt. Kalligram, Pozsony/Preßburg/Bratislava 2004
- A szerelem illata (Der Duft der Liebe), Gedichte. Kalligram, Pozsony/Preßburg/Bratislava 2005
- Vanda örök (Ewige Wanda), Míg gondolom, hogy létezem (Solange ich denken kann, daß ich existiere), Roman. Ulpius-Ház, Budapest 2005
- O suma de sonete, versuri, Gedichte. Editura Brumar, Temesvár 2006
- Az éj puha teste (Weicher Körper der Nacht), Roman. Ulpius-Ház, Budapest 2008, 2009
  - Trupul molatic al nopții (Az éj puha teste / Weicher Körper der Nacht), Roman. Editura Brumar, Temesvár 2010
  - Weicher Körper der Nacht, Roman. Aus dem Ungarischen von Hans-Henning Paetzke, Mitteldeutscher Verlag, Halle 2022
- A semmi bőre (Die Haut des Nichts), Gedichte. Kalligram, Pozsony/Preßburg/Bratislava 2008, 2009
- Halálos bűn (Todsünde), Erzählungen. Ulpius-Ház, Budapest 2010
  - Todsünde, Erzählungen. Aus dem Ungarischen von Hans-Henning Paetzke, Hochroth Verlag, Budapest 2014
- Majorana helyzetjelentése a tökéletes boldogságról (Majoranas Lagebericht über das totale Glück), Gedichte. Ulpius-Ház, Budapest 2010
- REGÁL (In den Furchen des Lichts), Roman. Ulpius-Ház, Budapest 2011
- In den Furchen des Lichts, Roman. Aus dem Ungarischen von Hans-Henning Paetzke, Mitteldeutscher Verlag, Halle 2016
- FÜST – Lénárd-novellák (RAUCH – Lénárd-Erzählungen). Ulpius-Ház, Budapest 2012
- Katedrális az örök télnek (Eine Kathedrale für den ewigen Winter), Gedichte. Kalligram, Pozsony/Preßburg/Bratislava 2013
- THE CLUB AT EDDY'S BAR. Phaeton Publishing LTD., Dublin 2014
- Majorana a tér tenyerén (Majorana auf des Platzes Hand), Gedichte. Kalligram, Pozsony/Preßburg/Bratislava 2014
- Notlandung, Gedichte und Erzählungen. Aus dem Ungarischen von Hans-Henning Paetzke, Mitteldeutscher Verlag, Halle 2019
- Immer wenn ich meine Augen schließe, Roman. Aus dem Ungarischen von Hans-Henning Paetzke, Mitteldeutscher Verlag, Halle 2020

## Auszeichnungen
- 2002 – Preis für Poesie der Temeschwarer Sektion des Rumänischen Schriftstellerverbands
- 2008 – Preis für Prosa der Temeschwarer Sektion des Rumänischen Schriftstellerverbands
- 2009 – Gundel művészeti díj (Gundel-Kunstpreis für den Roman „Weicher Körper der Nacht“)
- 2012 – "A Kultúra Pártfogója" díj (Preis Protektor der Kultur des Ministeriums für Nationale Kraftquellen Ungarns)
- 2012 – Attila-József-Preis